# Пролетарская революция
Пролетарская революция — социальная и/или политическая революция, в ходе которой рабочий класс (пролетариат) захватывает политическую власть, устанавливая свою — диктатуру пролетариата, — и свергая диктатуру буржуазии (или феодалов). Сторонниками осуществления пролетарской революции, как правило, выступают радикальные социалисты, коммунисты и большинство анархистов. Понятие встречается в работе «Манифест коммунистической партии» (1848).
В марксизме необходимость пролетарской революции является краеугольным камнем и первым шагом к демонтажу капитализма. Марксисты считают, что рабочие всего мира должны объединиться чтобы установить свою власть, которая позволит освободиться от гнёта капитала, создать мир без эксплуатации и эксплуататоров, классовых и национальных антагонизмов. Для марксизма несомненно, что только пролетариат, в силу его участия в общественном труде развитии своего общественного сознания от класс-для-себя до класс-в-себе, способен  подготовить и осуществить подобную революцию. С марксистской точки зрения, пролетарские революции неизбежно произойдут во всех капиталистических странах: мировая революция — последовательность революций в разных странах мира по мере созревания условий для них.
Ленинисты утверждают, что пролетарская революция может быть осуществлена лишь во главе с авангардом из «профессиональных революционеров» — то есть людей, полностью посвятивших себя делу коммунизма и революции, которые составляют ядро коммунистического революционного движения. Задача авангарда — руководить и организовывать рабочий класс до, во время и после революции, чтобы предотвратить ситуацию, в которой правительство сумеет нанести поражение революционному движению благодаря дисциплине и организации полиции и армии.
Другие марксисты, такие как люксембургисты, согласны с ленинской идеей авангарда, но полагают, что пролетарская революция может быть успешной, только если весь рабочий класс — или по крайней мере большая его часть — глубоко вовлечен и в равной степени привержен коммунистическим идеям. С этой целью необходимо построить массовое рабочее движение с очень большим количеством членов.
Наконец, анархисты-социалисты и либертарные социалисты, хоть и согласны с марксистами в том, что пролетарская революция неизбежна и необходима, не разделяют их точку зрения на обязательность авангарда. Их мнение заключается в том, что революция должна быть децентрализована и не должна иметь центрального руководства (хотя и может иметь местных и временных лидеров). Возражают они и в необходимости в конечном счете установить диктатуру пролетариата.